# Монеля
Монѐля (на италиански: Moneglia; на лигурски: Munega, Мунега) е малко морско курортно градче и община в Северна Италия, провинция Генуа, регион Лигурия. Разположено е на брега на Лигурско море, на лигурското Източно крайбрежие. Населението на общината е 2884 души (към 2011 г.).